# Aemasia surinama
Aemasia surinama är en insektsart som beskrevs av Max Beier 1960. Aemasia surinama ingår i släktet Aemasia och familjen vårtbitare. Inga underarter finns listade i Catalogue of Life.